# CK 허치슨 홀딩스
CK 허시슨 홀딩스(CK Hutchison Holdings)는 케이맨 제도에 등록된 홍콩의 복합기업이다. 2015년 청쿵그룹과 허치슨 왐포아가 합병해 설립되었다. 전세계 50여개 국에서 유통, 통신, 항만, 인프라 분야에 자산을 보유하고 있다. 홍콩 증권거래소에 상장되어 있는데, 리자청과 그 가족이 지분의 30%를 보유한 최대 주주이다.

## 사업

### 유통
- A.S. 왓슨(75%)
  - 왓슨스: 15개국에서 활동하는 드러그 스토어 체인. 한국에서는 GS그룹과 합작사를 운영했지만 철수.
  - 파크앤샵: 홍콩의 양대 슈퍼마켓 체인.

### 통신
- CK 허치슨 그룹 텔레콤: 3 브랜드로 활동하는 영국과 아일랜드, 스웨덴, 덴마크, 오스트리아의 통신 기업.
- 허치슨 텔레콤 홍콩(66%): 3 브랜드로 활동하는 홍콩과 마카오의 통신 기업.
- 허치슨 아시아 텔레콤
  - 인도삿(65,6%): 인도네시아의 통신 기업.
  - 비엣나모바일(49%): 베트남의 통신 기업.
  - 허치(85%): 스리랑카의 통신 기업.
- 윈드 트레(100%): 이탈리아의 통신 기업.

### 항만
- 허치슨 포트: 27개국 52개 항만에 291개 선착장을 운영.
  - 한국허치슨터미널(주): 부산항과 광양항에 터미널 운영[2]

### 인프라
- CK 인프라스트럭처 홀딩스(75.67%): 홍콩과 중국, 영국, 유럽연합, 오스트레일리아, 캐나다의 인프라스트럭처를 보유.[3]
  - 홍콩전등: 홍콩섬과 라마섬에 전력을 공급.
  - 노섬브리아 워터: 잉글랜드와 웨일스의 10개 민영 수도회사 중 하나.
  - 웨일스 앤 웨스트 가스 네트워크: 웨일스와 잉글랜드 남서부에 도시가스 공급.
  - UK 파워 네트웍스: 런던과 사우스이스트잉글랜드, 이스트오브잉글랜드의 배전망 운영.
  - UK 레일: 영국의 철도 차량 임대회사. 영국 국유 철도의 민영화로 설립됨.
  - 더치 인바이로 그룹: 네덜란드의 쓰레기 소각 업체.
  - 파크 N 플라이: 캐나다 7개 도시에서 공항 주차장을 운영.